# Новокаменка (Новосибирская область)
Новока́менка — село в Новосибирском районе Новосибирской области России. Входит в состав Станционного сельсовета.

## География
Площадь села — 71 гектар.

## Население
| 2002 | 2007 | 2010 |
| ---- | ---- | ---- |
| 55   | ↘33  | ↗46  |

## Инфраструктура
В селе по данным на 2007 год отсутствует социальная инфраструктура.